# Ervin Ibrahimović
Ervin Ibrahimović, cyr. Ервин Ибрахимовић (ur. 7 czerwca 1972 w Rožajach) – czarnogórski polityk narodowości boszniackiej, deputowany, w latach 2022–2023 wicepremier i minister.

## Życiorys
Ukończył szkołę średnią w rodzinnej miejscowości, a następnie studia na wydziale metalurgicznym Uniwersytetu w Prisztinie. Magisterium uzyskał na Uniwersytecie w Belgradzie. Pracował m.in. jako nauczyciel w szkole średniej oraz jako trener koszykówki w klubach z rodzinnej miejscowości i z Tutina. W 2010 został radny gminy Rožaje. W latach 2011–2016 był konsulem generalnym Czarnogóry we Frankfurcie nad Menem.
Zaangażował się w działalność polityczną w ramach Partii Boszniackiej, głównego ugrupowania czarnogórskich Boszniaków. Wszedł w skład prezydium tego ugrupowania, a w 2021 (po śmierci Rafeta Husovicia) został wybrany na jej nowego przewodniczącego. W 2016, 2020 i 2023 uzyskiwał mandat posła do Zgromadzenia Czarnogóry, będąc liderem listy wyborczej swojej partii.
W 2021 powołany na wiceprzewodniczącego parlamentu. W kwietniu 2022 objął funkcje wicepremiera do spraw rozwoju regionalnego oraz ministra do spraw inwestycji kapitałowych w rządzie Dritana Abazovicia. Sprawował je do października 2023.